# Vinícius Cantuária
Vinícius Cantuária (Manaus, 29 de abril de 1951) é um cantor, multi-instrumentista e compositor brasileiro.

## Carreira
O músico nasceu em Manaus, onde permaneceu até os 7 anos de idade, e, tempos depois, se mudou com a família para o Rio de Janeiro. Iniciou sua carreira profissional no início dos anos 1970, como baterista do grupo O Terço, com o qual atuou até 1972.
Nos anos de 1975 e 1976 integrou a Banda Atômica, que acompanhava Jorge Mautner em shows e gravações. Atuou, também, com Luiz Melodia, Gilberto Gil e Caetano Veloso.
Em 1981, teve seu primeiro grande sucesso como compositor, com a gravação de sua canção "Lua e Estrela", incluída no repertório do disco de Caetano Veloso Outras Palavras, que atingiu a marca de 100 mil cópias vendidas. No ano seguinte, gravou seu primeiro LP como artista solista, Vinícius Cantuária, com destaque para sua composição "Coisa linda", música que viria a figurar nas paradas de sucesso.
Em 1984, lançou o álbum Sutis Diferenças, no qual interpretou seu maior sucesso até hoje, "Só Você", que permaneceu no topo das paradas por meses e o lançou nacionalmente. Apesar de Cantuária ter sido o compositor e ter lançado a canção como sua, foi regravada por Fábio Jr. em 1997 e se tornou um dos maiores sucessos da carreira do cantor paulista. Sutis Diferenças também conta com participações de Chico Buarque (na faixa “Não É Bem Assim”) e Lulu Santos (em “Cheio de Amor”).
Ainda na década de 1980, lançou os LPs Gávea de Manhã (1983), Siga-me (1985) e Nu Brasil. Atuou, nessa época, com Chico Buarque, com quem excursionou em turnê de shows do disco Francisco.
Apresentou-se em Portugal durante o ano de 1989.
Lançou, em 1991, o CD Rio Negro. Em 1992, compôs a música "Blue Jeans", de Angélica, em parceria com Evandro Mesquita. Fez parte, ao lado de Ritchie, Cláudio Zoli, Dadi e Mu Carvalho, do grupo Tigres de Bengala, com o qual lançou um CD, em 1993.
Em seguida, mudou-se para os Estados Unidos, onde gravou os CDs Sol na Cara (1996), produzido por Arto Lindsay, e Tucumã (1999).
Em 2001, participou do disco Look Into The Eyeball, de David Byrne.
Em 2011, lançou o CD Samba Carioca, contendo suas canções “Praia Grande” (com Marcos Valle), “Orla” (com Liminha, Marcos Valle e Dadi), “Fugiu” (com Arto Lindsay), “Só Ficou Saudade (com Paulo Sergio Valle), “Berlim”, “Julinha de Botas” e  “Conversa Fiada”, além de “Vagamente” (Roberto Menescal e Ronaldo Bôscoli) e “Inútil Paisagem” (Tom Jobim e Aloysio de Oliveira).
Em 2012, lança o disco Índio de Apartamento.
Em 2013, formou, com Dadi e o compositor e guitarrista norte-americano Jesse Harris (autor de “Don’t Know Why”, sucesso na voz da cantora Norah Jones) o Trio Estrangeiros, com o qual fez uma turnê de shows pelo Japão. Antes de seguir viagem, estreou o show no espaço Vizta (RJ), pelo projeto “Bossa, jazz e muito mais”.
Em julho de 2022, em parceria com Zeca Baleiro, lança o álbum Naus.

## Discografia
- 2022 - Naus (com Zeca Baleiro)
- 2015 - Vinicius canta Antonio Carlos Jobim
- 2013 - Índio de Apartamento - (E1 Music/Naive)
- 2012 - Ricardo Silveira & Vinicius Cantuária
- 2011 - Lágrimas Mexicanas - (E1 Music/Naive)
- 2009 - Samba Carioca - (Naive)
- 2007 - Cymbals - (Naive)
- 2005 - Silva - (Hannibal/Rykodisc)
- 2004 - Horse and Fish - (Bar None/Rykodisc)
- 2003 - Live: Skirball Center - (Kufala)
- 2001 - Vinícius - (Transparent Music)
- 1999 - Tucumã - (Verve/Polygram)
- 1998 - Amor Brasileiro - (For Life - apenas no Japão)
- 1996 - Sol Na Cara - (For Life/Gramavision)
- 1993 - Tigres de Bengala - (com Ritchie e Cláudio Zoli)
- 1991 - Rio Negro - (Chorus/Som Livre)
- 1986 - Nu Brazil - (EMI/Brazil)
- 1985 - Siga-me - (EMI/Brazil)
- 1984 - Sutis Diferenças - (EMI/Brazil)
- 1983 - Gávea de Manhã - (BMG/Ariola)
- 1982 - Vinícius Cantuária - (BMG/Ariola)